# CTS基督教テレビ
CTS基督教テレビはキリスト教系放送の一つで、大韓民国初の映像宣教放送局である。

## 概要
法人名は基督教テレビジョン(株)、英文名はChristian Television System、略称はCTS。所在地はソウル特別市銅雀区鷺梁津100。韓国ではCBS基督教放送と区別するため「CTS基督教テレビ」と呼ばれる。本社屋の地下2階には多目的ホール「CTSアートホール」を併設している。

## 沿革
- 1994年12月9日 - 基督教専門コンテンツの提供を目標にしてケーブルテレビ事業者許可。法人名:基督教テレビジョン(株)
- 1995年12月1日 - CTS基督教テレビ開局。
- 2002年12月1日 衛星放送送出。（KTスカイライフ）
- 2004年1月20日 - CTS基督教テレビからCTS基督教TVにチャンネル名を変更。
- 2015年12月1日 -  CTSラジオJOY開局。

## アクセス
- 韓国鉄道公社（KORAIL）・ソウル市メトロ9号線「鷺梁津駅」下車徒歩3分